# Donja Brezna
Donja Brezna (en serbe cyrillique : Доња Брезна) est un village de l'ouest du Monténégro, dans la municipalité de Plužine.

## Démographie

### Évolution historique de la population
| 1948 | 1953 | 1961 | 1971 | 1981 | 1991 | 2003 |
| ---- | ---- | ---- | ---- | ---- | ---- | ---- |
| 88   | 111  | 201  | 263  | 315  | 255  | 205  |